# Resolutie 382 Veiligheidsraad Verenigde Naties
Resolutie 382 van de Veiligheidsraad van de Verenigde Naties werd aangenomen op 1 december 1975, en beval Suriname aan voor VN-lidmaatschap.

## Achtergrond
In 1954 verkreeg Suriname een semi-autonome status binnen het Nederlands Koninkrijksverband. Op 25 november 1975 werd Suriname onafhankelijk. Gouverneur Ferrier, premier Den Uyl en Koningin Juliana ondertekenden het verdrag. Sindsdien is de officiële benaming Republiek Suriname.

## Inhoud
De Veiligheidsraad had de aanvraag van Suriname bestudeerd, en beval de Algemene Vergadering aan om Suriname toe te laten als VN-lidstaat.

## Verwante resoluties
- Resolutie 375 Veiligheidsraad Verenigde Naties (Papoea-Nieuw-Guinea)
- Resolutie 375 Veiligheidsraad Verenigde Naties (Comoren)
- Resolutie 394 Veiligheidsraad Verenigde Naties (Seychellen)
- Resolutie 397 Veiligheidsraad Verenigde Naties (Angola)

Lijst ·  367 ·  368 ·  369 ·  370 ·  371 ·  372 ·  373 ·  374 ·  375 ·  376 ·  377 ·  378 ·  379 ·  380 ·  381 ·  382 ·  383 ·  384